# Powiat Okada
Powiat Okada (jap. 岡田郡 Okada-gun) – dawny powiat w Japonii, w prefekturze Ibaraki.

## Historia

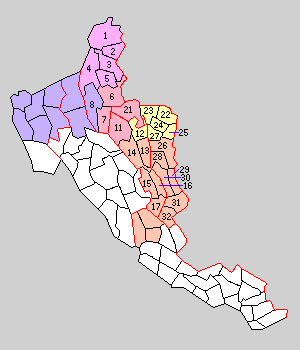
Powiat Okada (11–17) (1889 r.)

Powiat został założony 2 grudnia 1878 roku. Na dzień przed wprowadzeniem nowego systemu administracyjnego, 31 marca 1889 roku, powiat Okada został podzielony na 7 wiosek: Anjō, Ōgata, Okada, Iinuma, Sugawara, Ōhanawa i Toyooka.
1 kwietnia 1896 roku powiat Okada został połączony z powiatem Yūki. W wyniku tego połączenia powiat został rozwiązany.